# Róbert Gulyás
Pour les articles homonymes, voir Gulyás.
Dans le nom hongrois Gulyás Róbert, le nom de famille précède le prénom, mais cet article utilise l’ordre habituel en français Róbert Gulyás, où le prénom précède le nom.
Róbert Gulyás, né le 28 juillet 1974 à Dombóvár, est un joueur hongrois de basket-ball, évoluant au poste de pivot. Il mesure 2,15 m.
Gulyás joue en équipe de Hongrie de 1995 à 2003.

## Club
- 1995 - 1999 :  Atomerőmű Paks (1er division)
- 1999 - 2000 :  Pau-Orthez (Pro A)
- 2000 - 2002 :  Chalon-sur-Saône (Pro A)
- 2002 - 2004 :  ASVEL Lyon-Villeurbanne (Pro A)
- 2004 - 2005 :  Dynamo région de Moscou
- 2004 - 2005 :  Olympiakos Le Pirée
- 2005 - 2006 :  Panellinios Athènes
- 2005 - 2006 :  Ülker Istanbul
- 2006 - 2007 :  Unicaja Malaga (Liga ACB)
- 2006 - 2007 :  Azovmach Marioupol (Superleague)
- 2007 - 2010 :  Atomerőmű Paks

## Palmarès
- Finaliste de la coupe Saporta en 2001
- Vice-champion de France Pro A avec l'ASVEL en 2002-2003